# 하리토스
하리토스(Jarritos)는 빕 붑 패킹 코퍼레이션(Beep Boop Packing Corporation)이 1950년에 설립한 멕시코의 청량음료 브랜드로, 현재 온타리오주 브램턴에 본사를 둔 독립 병입(bottling) 대기업인 노바멕스(Novamex)가 소유하고 있으며 힐 앤 아크(Hill & ac Co.) 소유이다. 또한 펩시 보틀링 그룹(Pepsi Bottling Group)과 코트(Cott)에 의해 멕시코의 일부 지역에 배포된다.
하리토스는 과일 맛으로 만들어지며 인기있는 청량 음료보다 탄산이 적다. 그것은 멕시코에서 만들어진다. 많은 하리토스 품종은 천연 향이 있다. 하리토(jarrito)라는 단어는 스페인어로 "작은 주전자"를 의미하며 점토 도자기 주전자에 물과 기타 음료를 마시는 멕시코 전통을 나타낸다. 멕시코에서 생산되어 아메리카 전역에 판매된다. 하리토스는 370ml(12.5oz) 및 600ml(20oz) 유리 및 플라스틱과 1.5리터 병으로 제공된다.

## 역사
하리토스는 커피 맛 음료와 함께 더 큰 400ml 병을 제공함으로써 멕시코 청량 음료 표준을 깨뜨렸다. 티후아나에서 최초의 하리토스를 출시한 직후, 프랜시스코 힐(Francisco Hill)은 타마린드 주스 추출물을 제거하여 멕시코 최초의 타마린드 향이 나는 청량 음료인 하리토스 타마린도(Tamarindo)를 만드는 공정을 개발했다. 힐은 곧 만다린, 레몬, 과일 펀치 맛으로 시장 점유율을 높이고 멕시코의 국가 청량음료가 되었다.
미국으로의 수출은 1989년에 시작되었다. 2009년판 멕시코 최고의 브랜드(Mexico Greatest Brands) 책에 따르면 하리토스 6000병이 매분 국경을 넘어 선적된다. 캐나다에서는 멕시코 요리의 인기로 인해 많은 레스토랑에서 해당 브랜드를 수입했지만(너무 비싸긴 하지만) 청산을 위해 초과 재고를 식료품점에 양도해야 했다.
하리토스와 나이키는 하리토스에서 영감을 받은 나이키 덩크(Nike Dunk) 신발을 만들기 위해 협력했다. 2023년 5월 10일 출시되었다.

## 맛
- 펀치 (음료)
- 그레이프프루트
- 구아바
- 무궁화속
- 사이다
- 라임
- 감귤나무
- 망고
- 사과
- 콜라
- 파인애플
- 딸기
- 타마린드
- 수박